# 2021-es rövid pályás úszó-világbajnokság
A 2021-es rövid pályás úszó-világbajnokságot az Egyesült Arab Emírségek fővárosában, Abu-Dzabiban rendezték. A versenyt eredetileg 2020-ban rendezték volna. 2020 májusában a koronavírus-járvány miatt kialakult bizonytalanság miatt a FINA egy évvel elhalasztotta.

## A helyszín kiválasztása

### Pályázók
| Pályázó országok        | Rendező város | Eredmény          |
| ----------------------- | ------------- | ----------------- |
| Peru                    | Lima          | nem kapta meg     |
| Kazahsztán              | Asztana       | nem kapta meg     |
| Egyesült Arab Emírségek | Abu-Dzabi     | a győztes pályázó |

A FINA 2015-ben, Kazanban döntött a 2021-es rövid pályás úszó-világbajnokság helyszínéről. A pályázó városok Lima, Nur-Szultan és Abu-Dzabi volt. A vb rendezési jogát Abu-Dzabi kapta meg.

## A magyar versenyzők eredményei
Magyarország tizenkét versenyzőt indított a világbajnokságon. A sportolók nem szereztek dobogós helyezést.

## Éremtáblázat
*    Egyesült Arab Emírségek (rendező)
| Helyezés             | Nemzet                  | Arany | Ezüst | Bronz | Összesen |
| -------------------- | ----------------------- | ----- | ----- | ----- | -------- |
| 1.                   | Egyesült Államok        | 9     | 9     | 12    | 30       |
| 2.                   | Kanada                  | 7     | 6     | 2     | 15       |
| 3.                   | Olaszország             | 5     | 5     | 6     | 16       |
| 4.                   | Orosz Úszószövetség     | 4     | 7     | 4     | 15       |
| 5.                   | Svédország              | 4     | 5     | 3     | 12       |
| 6.                   | Kína                    | 4     | 1     | 2     | 7        |
| 7.                   | Hollandia               | 2     | 3     | 3     | 8        |
| 8.                   | Hongkong                | 2     | 0     | 1     | 3        |
| 9.                   | Japán                   | 2     | 0     | 0     | 2        |
| 9.                   | Izrael                  | 2     | 0     | 0     | 2        |
| 11.                  | Németország             | 1     | 1     | 1     | 3        |
| 12.                  | Brazília                | 1     | 0     | 2     | 3        |
| 13.                  | Nagy-Britannia          | 1     | 0     | 1     | 2        |
| 13.                  | Lengyelország           | 1     | 0     | 1     | 2        |
| 15.                  | Dél-Korea               | 1     | 0     | 0     | 1        |
| 15.                  | Ausztria                | 1     | 0     | 0     | 1        |
| 15.                  | Fehéroroszország        | 1     | 0     | 0     | 1        |
| 18.                  | Litvánia                | 0     | 1     | 1     | 2        |
| 18.                  | Írország                | 0     | 1     | 1     | 2        |
| 18.                  | Dél-afrikai Köztársaság | 0     | 1     | 1     | 2        |
| 18.                  | Svájc                   | 0     | 1     | 1     | 2        |
| 22.                  | Norvégia                | 0     | 1     | 0     | 1        |
| 22.                  | Franciaország           | 0     | 1     | 0     | 1        |
| 22.                  | Trinidad és Tobago      | 0     | 1     | 0     | 1        |
| 22.                  | Tunézia                 | 0     | 1     | 0     | 1        |
| 26.                  | Románia                 | 0     | 0     | 1     | 1        |
| 26.                  | Ukrajna                 | 0     | 0     | 1     | 1        |
| 26.                  | Bosznia-Hercegovina     | 0     | 0     | 1     | 1        |
| Összesen (28 nemzet) | Összesen (28 nemzet)    | 48    | 45    | 45    | 138      |

## Eredmények
- WR – világrekord
- CR – világbajnoki rekord
- WJ – ifjúsági világrekord
- AF – Afrika-rekord
- AM – Amerika-rekord
- SA – Dél-amerikai-rekord
- AS – Ázsia-rekord
- ER – Európa-rekord
- OC – Óceánia-rekord
- NR – országos rekord

A váltó versenyszámoknál a csillaggal jelölt versenyzők az előfutamokban szerepeltek.

### Férfiak
| Versenyszám                  | Arany | Arany       | Ezüst | Ezüst          | Bronz | Bronz        |
| ---------------------------- | --- | ----------- | --- | -------------- | --- | ------------ |
| 50 m gyorsúszás              | Benjamin Proud · Nagy-Britannia | 20,46       | Ryan Held · Egyesült Államok | 20,70          | Joshua Liendo · Kanada | 20,76        |
| 100 m gyorsúszás             | Alessandro Miressi · Olaszország | 45,57       | Ryan Held · Egyesült Államok | 45,63          | Joshua Liendo · Kanada | 45,82        |
| 200 m gyorsúszás             | Hwang Sun-woo · Dél-Korea | 1:41,60     | Alekszandr Scsogolev Orosz Úszószövetség | 1:41,63        | Danas Rapšys · Litvánia | 1:41,73      |
| 400 m gyorsúszás             | Felix Auböck · Ausztria | 3:35,90     | Danas Rapšys · Litvánia | 3:36,23        | Antonio Djakovic · Svájc | 3:36,83      |
| 1500 m gyorsúszás            | Florian Wellbrock · Németország | 14:06,88 WR | Ahmed Hafnávi · Tunézia | 14:10,94 AF    | Mihajlo Romancsuk · Ukrajna | 14:11,47     |
| 50 m hátúszás                | Kliment Kolesznyikov Orosz Úszószövetség | 22,66       | Christian Diener · NémetországLorenzo Mora · Olaszország | 22,90          | nem adták ki | nem adták ki |
| 100 m hátúszás               | Shaine Casas · Egyesült Államok | 49,23       | Kliment Kolesznyikov Orosz Úszószövetség | 49,46          | Robert Glință · Románia | 49,60        |
| 200 m hátúszás               | Radosław Kawęcki · Lengyelország | 1:48,68     | Shaine Casas · Egyesült Államok | 1:48,81        | Christian Diener · Németország | 1:48,97      |
| 50 m mellúszás               | Nic Fink · Egyesült Államok | 25,53 AM    | Nicolò Martinenghi · Olaszország | 25,55          | João Gomes Júnior · Brazília | 25,80        |
| 100 m mellúszás              | Ilja Simanovics · Fehéroroszország | 55,70 CR    | Nicolò Martinenghi · Olaszország | 55,80          | Nic Fink · Egyesült Államok | 55,87        |
| 200 m mellúszás              | Nic Fink · Egyesült Államok | 2:02,28     | Arno Kamminga · Hollandia | 2:02,42        | Will Licon · Egyesült Államok | 2:02,84      |
| 50 m pillangóúszás           | Nicholas Santos · Brazília | 21,93       | Dylan Carter · Trinidad és Tobago | 21,98          | Matteo Rivolta · Olaszország | 22,02        |
| 100 m pillangóúszás          | Matteo Rivolta · Olaszország | 48,87       | Chad le Clos · Dél-afrikai Köztársaság | 49,04          | Andrej Minakov Orosz Úszószövetség | 49,21        |
| 200 m pillangóúszás          | Alberto Razzetti · Olaszország | 1:49,06     | Noè Ponti · Svájc | 1:49,81        | Chad le Clos · Dél-afrikai Köztársaság | 1:49,84      |
| 100 m vegyes úszás           | Kliment Kolesznyikov Orosz Úszószövetség | 51,09       | Tomoe Hvas · Norvégia | 51,35          | Thomas Ceccon · Olaszország | 51,40        |
| 200 m vegyes úszás           | Szeto Daija · Japán | 1:51,15     | Carson Foster · Egyesült Államok | 1:51,35        | Alberto Razzetti · Olaszország | 1:51,54      |
| 400 m vegyes úszás           | Szeto Daija · Japán | 3:56,26     | Ilja Borogyin Orosz Úszószövetség | 3:56,47 ER, WJ | Carson Foster · Egyesült Államok | 3:57,99      |
| 4 × 50 m gyorsúszás váltó    | Olaszország · Leonardo Deplano (21,37) · Lorenzo Zazzeri (20,42) · Manuel Frigo (21,21) · Alessandro Miressi (20,61) | 1:23,61     | Orosz Úszószövetség Andrej Minakov (21,14) Vlagyimir Morozov (20,61) Vlagyiszlav Grinyov (20,72) Alekszandr Scsogolev (21,28) Danyiil Markov*                              | 1:23,75        | Hollandia · Jesse Puts (21,30) · Stan Pijnenburg (20,91) · Kenzo Simons (21,16) · Thom de Boer (20,41) · Thomas Verhoeven*                                                                                     | 1:23,78      |
| 4 × 100 m gyorsúszás váltó   | Orosz Úszószövetség Kliment Kolesznyikov (46,44) Andrej Minakov (45,61) Vlagyiszlav Grinyov (45,87) Alekszandr Scsogolev (45,53) Vlagyimir Morozov* Danyiil Markov* | 3:03,45     | Olaszország · Alessandro Miressi (46,12) · Thomas Ceccon (45,71) · Leonardo Deplano (45,98) · Lorenzo Zazzeri (45,80) · Manuel Frigo*                                      | 3:03,61        | Egyesült Államok · Ryan Held (45,75) · Hunter Tapp (46,78) · Shaine Casas (46,50) · Zach Apple (46,39) · Tom Shields*                                                                                          | 3:05,42      |
| 4 × 200 m gyorsúszás váltó   | Egyesült Államok · Kieran Smith (1:41,79) · Trenton Julian (1:41,35) · Carson Foster (1:41,65) · Ryan Held (1:42,21) · Hunter Tapp* · Zach Harting* | 6:47,00     | Orosz Úszószövetség Vlagyiszlav Grinyov (1:43,18) Alekszandr Scsogolev (1:40,86) Mihail Vekoviscsev (1:42,16) Ivan Girjov (1:42,92) Nyikolaj Sznyegirjov* Danyiil Satalov* | 6:49,12        | Brazília · Fernando Scheffer (1:42,51) · Murilo Sartori (1:42,07) · Kaique Alves (1:43,15) · Breno Correia (1:41,87) · Leonardo Coelho Santos*                                                                 | 6:49,60      |
| 4 × 50 m vegyes úszás váltó  | Orosz Úszószövetség · Kliment Kolesznyikov (22,76) · Kirill Strelnikov (25,62) · Andrej Minakov (21,76) · Vlagyimir Morozov (20,37) · Pavel Szamuszenko* · Andrej Nyikolajev* · Oleg Kosztyin* · Alekszandr Scsogolev* USA · Shaine Casas (23,11) · Nic Fink (25,13) · Tom Shields (21,75) · Ryan Held (20,52) · Will Licon* · Trenton Julian* · Zach Apple* | 1:30,51 =CR | nem adták ki | nem adták ki   | Olaszország · Lorenzo Mora (23,24) · Nicolò Martinenghi (25,30) · Matteo Rivolta (21,95) · Lorenzo Zazzeri (20,29) · Michele Lamberti* · Thomas Ceccon*                                                        | 1:30,78      |
| 4 × 100 m vegyes úszás váltó | Olaszország · Lorenzo Mora (50,34) · Nicolò Martinenghi (55,94) · Matteo Rivolta (48,43) · Alessandro Miressi (45,05) · Thomas Ceccon* · Alberto Razzetti* · Lorenzo Zazzeri* | 3:19,76 CR  | Egyesült Államok · Shaine Casas (50,44) · Nic Fink (55,27) · Trenton Julian (49,36) · Ryan Held (45,43) · Hunter Tapp* · Will Licon* · Zach Apple*                         | 3:20,50        | Orosz Úszószövetség Kliment Kolesznyikov (49,47) Danyil Szemjanyinov (57,06) Andrej Minakov (48,81) Alekszandr Scsogolev (45,31) Pavel Szamuszenko* Alekszandr Zsigalov* Roman Sevljakov* Vlagyiszlav Grinyov* | 3:20,6       |

### Nők
| Versenyszám                  | Arany | Arany       | Ezüst | Ezüst        | Bronz | Bronz      |
| ---------------------------- | --- | ----------- | --- | ------------ | --- | ---------- |
| 50 m gyorsúszás              | Sarah Sjöström · Svédország | 23,08 CR    | Ranomi Kromowidjojo · Hollandia | 23,31        | Katarzyna Wasick · Lengyelország | 23,40      |
| 100 m gyorsúszás             | Siobhán Haughey · Hongkong | 50,98 CR    | Sarah Sjöström · Svédország | 51,31        | Abbey Weitzeil · Egyesült Államok | 51,64      |
| 200 m gyorsúszás             | Siobhán Haughey · Hongkong | 1:50,31 WR  | Rebecca Smith · Kanada | 1:52,24      | Paige Madden · Egyesült Államok | 1:53,01    |
| 400 m gyorsúszás             | Li Ping-csie · Kína | 3:55,83     | Summer McIntosh · Kanada | 3:57,87      | Siobhán Haughey · Hongkong | 3:58,12    |
| 800 m gyorsúszás             | Li Ping-csie · Kína | 8:02,90 CR  | Anasztaszija Kirpicsnyikova Orosz Úszószövetség | 8:06,44      | Simona Quadarella · Olaszország | 8:07,99    |
| 50 m hátúszás                | Maggie Mac Neil · Kanada | 25,27 WR    | Kylie Masse · Kanada | 25,62        | Louise Hansson · Svédország | 25,86      |
| 100 m hátúszás               | Louise Hansson · Svédország | 55,20       | Kylie Masse · Kanada | 55,22        | Katharine Berkoff · Egyesült Államok | 55,40      |
| 200 m hátúszás               | Rhyan White · Egyesült Államok | 2:01,58     | Kylie Masse · Kanada | 2:02,07      | Isabelle Stadden · Egyesült Államok | 2:02,20    |
| 50 m mellúszás               | Anastasia Gorbenko · Izrael | 29,34       | Benedetta Pilato · Olaszország | 29,50        | Sophie Hansson · Svédország | 29,55      |
| 100 m mellúszás              | Tang Qianting · Kína | 1:03,47 AS  | Sophie Hansson · Svédország | 1:03,50      | Mona McSharry · Írország | 1:03,92    |
| 200 m mellúszás              | Emily Escobedo · Egyesült Államok | 2:17,85     | Jevgenyija Csikunova Orosz Úszószövetség | 2:17,88      | Molly Renshaw · Nagy-Britannia | 2:17,96    |
| 50 m pillangóúszás           | Ranomi Kromowidjojo · Hollandia | 24,44 CR    | Sarah Sjöström · Svédország | 24,51        | Claire Curzan · Egyesült Államok | 24,55 WJ   |
| 100 m pillangóúszás          | Maggie Mac Neil · Kanada | 55,04       | Louise Hansson · Svédország | 55,10        | Claire Curzan · Egyesült Államok | 55,39 WJ   |
| 200 m pillangóúszás          | Csang Jü-fej · Kína | 2:03,01     | Charlotte Hook · Egyesült Államok | 2:04,35      | Lana Pudar · Bosznia-Hercegovina | 2:04,88    |
| 100 m vegyes úszás           | Anastasia Gorbenko · Izrael | 57,80       | Béryl Gastaldello · Franciaország | 57,96        | Marija Kamenyeva Orosz Úszószövetség | 58,15      |
| 200 m vegyes úszás           | Sydney Pickrem · Kanada | 2:04,29     | Yu Yiting · Kína | 2:04,48 =WJ  | Kate Douglass · Egyesült Államok | 2:04,68    |
| 400 m vegyes úszás           | Tessa Cieplucha · Kanada | 4:25,55     | Ellen Walshe · Írország | 4:26,52      | Melanie Margalis · Egyesült Államok | 4:26,63    |
| 4 × 50 m gyorsúszás váltó    | Egyesült Államok · Abbey Weitzeil (23,59) · Claire Curzan (23,40) · Katharine Berkoff (23,81) · Kate Douglass (23,42) · Torri Huske* | 1:34,22     | Svédország · Sarah Sjöström (23,33) · Michelle Coleman (23,38) · Sara Junevik (24,02) · Louise Hansson (23,81) · Hanna Rosvall*                                        | 1:34,54      | Hollandia · Kim Busch (24,29) · Maaike de Waard (23,71) · Kira Toussaint (24,01) · Ranomi Kromowidjojo (22,88) · Marrit Steenbergen* · Tessa Giele* | 1:34,89    |
| 4 × 100 m gyorsúszás váltó   | Egyesült Államok · Kate Douglass (52,39) · Claire Curzan (52,25) · Katharine Berkoff (52,38) · Abbey Weitzeil (51,50) · Torri Huske* CAN · Kayla Sanchez (51,73) · Maggie Mac Neil (52,07) · Rebecca Smith (52,11) · Katerine Savard (52,61) · Bailey Andison* | 3:28,52     | nem adták ki | nem adták ki | Svédország · Sarah Sjöström (51,45) · Michelle Coleman (52,06) · Sophie Hansson (53,41) · Louise Hansson (51,88) · Sara Junevik*                    | 3:28,80    |
| 4 × 200 m gyorsúszás váltó   | Kanada · Summer McIntosh (1:54,30) · Kayla Sanchez (1:52,97) · Katerine Savard (1:54,01) · Rebecca Smith (1:51,68) · Tessa Cieplucha* · Sydney Pickrem* | 7:32,96 AM  | Egyesült Államok · Torri Huske (1:54,72) · Abbey Weitzeil (1:54,31) · Melanie Margalis (1:54,83) · Paige Madden (1:52,67) · Katharine Berkoff* · Emma Weyant*          | 7:36,53      | Kína · Li Bingjie (1:53,42) · Cheng Yujie (1:54,91) · Zhu Menghui (1:55,73) · Liu Yaxin (1:55,86)                                                   | 7:39,92    |
| 4 × 50 m vegyes úszás váltó  | Svédország · Louise Hansson (25,91) · Sophie Hansson (29,07) · Sarah Sjöström (23,96) · Michelle Coleman (23,44) · Hanna Rosvall* · Emelie Fast* | 1:42,38 =WR | Egyesült Államok · Rhyan White (26,33) · Lydia Jacoby (29,62) · Claire Curzan (24,56) · Abbey Weitzeil (23,10) · Katharine Berkoff* · Emily Escobedo* · Kate Douglass* | 1:43,61      | Hollandia · Kira Toussaint (26,08) · Kim Busch (30,59) · Maaike de Waard (24,51) · Ranomi Kromowidjojo (22,85) · Tessa Giele*                       | 1:44,03    |
| 4 × 100 m vegyes úszás váltó | Svédország · Louise Hansson (56,25) · Sophie Hansson (1:03,70) · Sarah Sjöström (54,65) · Michelle Coleman (51,60) · Hanna Rosvall* · Emelie Fast* | 3:46,20 ER  | Kanada · Kylie Masse (55,76) · Sydney Pickrem (1:04,97) · Maggie Mac Neil (55,30) · Kayla Sanchez (51,33) · Katerine Savard* · Summer McIntosh*                        | 3:47,36      | Kína · Peng Xuwei (57,12) · Tang Qianting (1:03,25) · Zhang Yufei (54,93) · Cheng Yujie (52,11) · Wan Letian* · Yu Yiting* · Zhu Jiaming*           | 3:47,41 AS |

### Vegyes
| Versenyszám                 | Arany | Arany      | Ezüst | Ezüst   | Bronz | Bronz   |
| --------------------------- | --- | ---------- | --- | ------- | --- | ------- |
| 4 × 50 m gyorsúszás váltó   | Kanada · Joshua Liendo (20,94) · Yuri Kisil (20,99) · Kayla Sanchez (23,51) · Maggie Mac Neil (23,11) · Rebecca Smith* · Katerine Savard*                     | 1:28,55    | Hollandia · Jesse Puts (21,33) · Thom de Boer (20,35) · Ranomi Kromowidjojo (22,97) · Kira Toussaint (23,96) · Kenzo Simons*                      | 1:28,61 | Orosz Úszószövetség Vlagyimir Morozov (21,17) Andrej Minakov (20,95) Marija Kamenyeva (23,17) Arina Szurkova (23,68) Danyiil Markov* Rozalija Naszretgyinova*                   | 1:28,97 |
| 4 × 50 m vegyes úszás váltó | Hollandia · Kira Toussaint (26,21) · Arno Kamminga (25,40) · Ranomi Kromowidjojo (24,36) · Thom de Boer (20,23) · Tessa Giele* · Nyls Korstanje* · Kim Busch* | 1:36,20 CR | Egyesült Államok · Shaine Casas (23,16) · Nic Fink (25,82) · Claire Curzan (24,85) · Abbey Weitzeil (23,21) · Kate Douglass* · Katharine Berkoff* | 1:37,04 | Olaszország · Lorenzo Mora (23,28) · Nicolò Martinenghi (25,60) · Elena Di Liddo (24,91) · Silvia Di Pietro (23,50) · Michele Lamberti* · Benedetta Pilato* · Leonardo Deplano* | 1:37,29 |